# Yello Strom
Die Yello Strom GmbH ist ein deutscher bundesweiter Strom- und Gasanbieter mit Sitz in Köln. Das 100-prozentige Tochterunternehmen der EnBW bietet Energieprodukte für private Haushalte sowie kleine und mittlere Unternehmen an.

## Unternehmensgeschichte
Mit der Liberalisierung des Energiemarktes 1998 wurden die deutschen Versorgungsmonopole aufgebrochen. Leitungsnetze, die nach wie vor ein natürliches Monopol darstellen, müssen seitdem allen Stromlieferanten – auch denjenigen ohne eigene Netze – zu den gleichen Bedingungen zur Verfügung stehen. Für den Verbraucher bedeutet dies die freie Wahl des Stromanbieters.
Am 9. August 1999 startete Yello Strom als neuer Stromanbieter in den deutschen Markt. Das Unternehmen Yello Strom besitzt weder eigene Stromnetze noch erzeugt es Energie. Es ist eine reine Vertriebsgesellschaft, die den Strom einkauft und an die Endabnehmer vertreibt.
Yello Strom verzeichnet bundesweit rund 900.000 Kunden. Seit dem Geschäftsjahr 2004 schreibt das Unternehmen schwarze Zahlen.
Im Jahre 2002 war Yello Strom Gründungsmitglied des Bundesverband Neuer Energieanbieter e. V. (bne).
Im April 2007 stellte das Kölner Unternehmen einen neuartigen Zähler vor und startete in eine finale Testphase mit 1000 Kunden, bevor der intelligente Zähler am 2. Dezember 2008 als erster bundesweit auf den Markt gebracht wurde. Der Yello Sparzähler online übermittelte die Stromverbrauchsdaten sekundengenau an den Kunden-PC und machte dort den Verbrauch durch Diagramme sichtbar. So konnte der Kunde unmittelbar erkennen, wann er wie viel Strom verbraucht und wie viel ihn das kostet. 2016 hat Yello den Vertrieb der intelligenten Zähler eingestellt.
Im Oktober 2007 begann Yello Strom mit dem Vertrieb von Gas in den Pilotregionen Essen und Nürnberg. Das Gas wurde dort als Kombi-Produkt mit dem Gas Sparzähler angeboten. Der Sparzähler machte ähnlich wie der Yello Sparzähler online für Strom den Gasverbrauch für den Kunden am heimischen PC sichtbar. Das Pilotprojekt wurde 2011 beendet. Seit 2012 bietet Yello bundesweit Gas an.
Auf der CeBIT 2008 ist Yello Strom mit Microsoft in eine strategische Partnerschaft zur Weiterentwicklung des Yello Sparzählers online gestartet. Im Juni 2008 wurde der Stromzähler mit dem red dot Design-Award ausgezeichnet, im Februar 2009 mit dem Designpreis der Bundesrepublik Deutschland 2009 in Gold (Design von IDEO).
Am 24. Oktober 2008 wurde Yello Strom für seinen Stromzähler der Negativpreis Big Brother Award 2008 in der Kategorie Technik verliehen für mangelnde Informationen über den Datenschutz.
Zum 31. Juli 2020 fusionierte die EnBW die Yello Strom GmbH mit ihrer Tochtergesellschaft NaturEnergie+ Deutschland GmbH.
Yello hat rund 100 Mitarbeiter. Unternehmensstandort ist Köln.

## Stromkennzeichnung
Nach § 42 EnWG zur Stromkennzeichnung sind seit dem 15. Dezember 2005 alle Energieversorgungsunternehmen in Deutschland verpflichtet, die Herkunft ihres Stroms zu veröffentlichen.
| 2024                             | bundesweiter Durchschnitt | Yello Gesamt |
| -------------------------------- | ------------------------- | ------------ |
| Erneuerbare Energieträger        | 62,3 %                    | 100 %        |
| Kernenergie                      | <0,0 %                    | 0 %          |
| Fossile Energieträger + sonstige | 37,7 %                    | 0 %          |
| Radioaktiver Abfall (g/kWh)      | <0,0000                   | 0            |
| CO2-Emissionen (g/kWh)           | 298                       | 0            |

| 2023                             | bundesweiter Durchschnitt | Yello Gesamt |
| -------------------------------- | ------------------------- | ------------ |
| Erneuerbare Energieträger        | 59,5 %                    | 100 %        |
| Kernenergie                      | 1,5 %                     | 0 %          |
| Fossile Energieträger + sonstige | 39,0 %                    | 0 %          |
| Radioaktiver Abfall (g/kWh)      | 0,00004                   | 0            |
| CO2-Emissionen (g/kWh)           | 324                       | 0            |

| 2021                             | bundesweiter Durchschnitt | Yello Gesamt | Yello Standard | Yello Ökostrom |
| -------------------------------- | ------------------------- | ------------ | -------------- | -------------- |
| Erneuerbare Energieträger        | 45,2 %                    | 52,8 %       | 60,3 %         | 100 %          |
| Kernenergie                      | 12,9 %                    | 13,8 %       | 11,7 %         | 0 %            |
| Fossile Energieträger + sonstige | 41,9 %                    | 33,4 %       | 28,0 %         | 0 %            |
| Radioaktiver Abfall (g/kWh)      | 0,0003                    | 0,0004       | 0,0003         | 0              |
| CO2-Emissionen (g/kWh)           | 350                       | 274          | 231            | 0              |

| 2020                             | bundesweiter Durchschnitt | Yello Gesamt | Yello Standard | Yello Ökostrom |
| -------------------------------- | ------------------------- | ------------ | -------------- | -------------- |
| Erneuerbare Energieträger        | 49,0 %                    | 52,3 %       | 74,2 %         | 100 %          |
| Kernenergie                      | 12,4 %                    | 19,4 %       | 10,5 %         | 0 %            |
| Fossile Energieträger + sonstige | 38,6 %                    | 28,3 %       | 15,3 %         | 0 %            |
| Radioaktiver Abfall (g/kWh)      | 0,0003                    | 0,0005       | 0,0003         | 0              |
| CO2-Emissionen (g/kWh)           | 310                       | 221          | 120            | 0              |

| 2019                             | bundesweiter Durchschnitt | Yello Gesamt | Yello Standard | Yello Ökostrom |
| -------------------------------- | ------------------------- | ------------ | -------------- | -------------- |
| Erneuerbare Energieträger        | 44,3 %                    | 70,4 %       | 60,4 %         | 100 %          |
| Kernenergie                      | 13,5 %                    | 15,7 %       | 21,1 %         | 0 %            |
| Fossile Energieträger + sonstige | 42,2 %                    | 13,9 %       | 18,5 %         | 0 %            |
| Radioaktiver Abfall (g/kWh)      | 0,0004                    | 0,0004       | 0,0006         | 0              |
| CO2-Emissionen (g/kWh)           | 352                       | 109          | 147            | 0              |

| 2018                             | bundesweiter Durchschnitt | Yello  |
| -------------------------------- | ------------------------- | ------ |
| Erneuerbare Energieträger        | 38,2 %                    | 65,3 % |
| Kernenergie                      | 13 %                      | 15,4 % |
| Fossile Energieträger + sonstige | 48,8 %                    | 19,3 % |
| Radioaktiver Abfall (g/kWh)      | 0,0003                    | 0,0004 |
| CO2-Emissionen (g/kWh)           | 421                       | 155    |

| 2017                             | bundesweiter Durchschnitt | Yello  |
| -------------------------------- | ------------------------- | ------ |
| Erneuerbare Energieträger        | 33,1 %                    | 52,9 % |
| Kernenergie                      | 12,7 %                    | 17,4 % |
| Fossile Energieträger + sonstige | 50,7 %                    | 25,6 % |
| Radioaktiver Abfall (g/kWh)      | 0,0003                    | 0,0005 |
| CO2-Emissionen (g/kWh)           | 435                       | 205    |

| 2016                             | bundesweiter Durchschnitt | Yello Gesamt | Yello Standard | Yello Ökostrom |
| -------------------------------- | ------------------------- | ------------ | -------------- | -------------- |
| Erneuerbare Energieträger        | 32 %                      | 50,2 %       | 45,7 %         | 100 %          |
| Kernenergie                      | 14,3 %                    | 23,5 %       | 25,6 %         | 0 %            |
| Fossile Energieträger + sonstige | 53,7 %                    | 26,3 %       | 28,7 %         | 0 %            |
| Radioaktiver Abfall (g/kWh)      | 0,0004                    | 0,0006       | 0,0007         | 0              |
| CO2-Emissionen (g/kWh)           | 471                       | 216          | 235            | 0              |

| 2015                             | bundesweiter Durchschnitt | Yello  |
| -------------------------------- | ------------------------- | ------ |
| Erneuerbare Energieträger        | 28,7 %                    | 45,5 % |
| Kernenergie                      | 15,4 %                    | 26,3 % |
| Fossile Energieträger + sonstige | 52,8 %                    | 24,7 % |
| Radioaktiver Abfall (g/kWh)      | 0,0004                    | 0,0007 |
| CO2-Emissionen (g/kWh)           | 476                       | 202    |

In der Anfangszeit des Unternehmens sah sich Yello Strom von Greenpeace erhobenen Vorwürfen ausgesetzt, es würde nur billigen Atomstrom verkaufen.
Zu dieser Zeit stammte der Strommix, laut Unternehmensaussagen, zu 70 Prozent aus norwegischer Wasserkraft. 2005 bezog Yello Strom aber über die Hälfte des Stroms aus Atomkraftwerken.

## Ökostrom
Yello Strom bietet seinen Kunden Ökostrom zum Kauf an. Diese enthalten 100 Prozent Ökostrom aus Europa und sind TÜV zertifiziert. Für die Strommenge, die von Kunden verbraucht wird, erwirbt Yello sogenannte Herkunftszertifikate von regenerativen Erzeugungsanlagen in Europa.
Die Verbraucherzentrale NRW schreibt, dass solche Modelle jedoch ihrer Meinung nach wenig mit Ökostrom zu tun haben. Im Gegensatz zu anderen Ökostromanbietern wird bei Yello nicht transparent gemacht, wo die Gewinne aus dem Verkauf des Stroms investiert werden. Ökostrom ergebe nur Sinn, wenn damit auch der Ausbau der Erneuerbaren Energien gefördert würde. Der Kauf von Strom aus Wasserkraft im Ausland führe beispielsweise außerdem dazu, dass dort mehr Strom aus konventionellen Kraftwerken benötigt wird.

## Nachhaltigkeit bei Yello Strom

### Kooperation mit Pina Earth: Waldklimaschutz in Deutschland
Jeder neu abgeschlossene Strom-, Wärmestrom- oder Gasvertrag bei Yello enthält einen Klimaschutzbeitrag. Dieser fließt in zertifizierte Waldumbaumaßnahmen des Climate‑Tech‑Startups Pina Earth. Ziel ist der Umbau von Monokulturen in klimaresiliente Mischwälder in Deutschland. Damit sollen mehr als zwei Millionen Quadratmeter Wald klimafähig gemacht werden. Der Fortschritt (z. B. die jährlich gebundene CO₂‑Menge) wird über das „Pina Earth Wald Dashboard“ veröffentlicht.
Ein Beispielprojekt ist der Nadelholzumbau in der Gudower Mühle: 140 ha Nadelholzbestand werden in naturnahe Mischwälder umgewandelt, um z. B. Biodiversität zu fördern und Waldbrandrisiken zu reduzieren.

### Unterstützung nachhaltiger Start‑ups über die Impact Factory
Yello ist Hauptsponsor der gemeinnützigen Impact Factory, Deutschlands größtem Stipendienprogramm für Social‑Start-ups. Als erster Unternehmenssponsor unterstützt Yello das Programm finanziell und bietet seinen Mitarbeiter:innen fachliches Corporate Volunteering.